# Elisabeth Rotten
Elisabeth Friederike Rotten (Berlín, 15 de febrer de 1882 - Londres, 2 de maig de 1964) va ser una pedagoga progressista suïssa i activista per la pau quàquera.

## Primers anys i formació
Elisabeth Rotten era filla del matrimoni suís Moritz i Luise Rotten. De 1888 a 1898 va assistir a l'escola secundària femenina Luisenschule, i a partir de 1904 al Victòria Lyzeum Charlottenburg. El setembre del 1906 va aprovar l'examen de fi d'estudis en el Kaiserin-Augusta-Gymnasium de Charlottenburg. Va estudiar filosofia, llengua i literatura alemanya a Heidelberg, Berlín, Marburg i Montpeller. A Marburg va conèixer Hermann Lietz i Gustav Wyneken, la influència dels quals va ser decisiva per al desenvolupament de la seva carrera posterior. El 1913 va defensar la tesi doctoral sobre el fenomen primigeni de Goethe ("Goethes Urphänomen") i l'ideal platònic a la Universitat de Marburg.

## Pedagoga, editora de premsa i pacifista
El 1913 va començar a fer classes com a lectora en literatura alemanya a la Universitat de Cambridge. El 1914 va tornar a Berlín i va treballar en el Centre d'Informació i Ajuda per a Alemanys a l'Estranger i Estrangers a Alemanya amb el professor Friedrich Siegmund-Schultze. Aquest mateix any es va convertir en cofundadora de la Bund Neues Vaterland, més tard coneguda com la Lliga Alemanya de Drets Humans (Deutsche Lliga für Menschenrechte). El 1915 va viatjar al primer Congrés Internacional de Dones per la Pau a la Haia com a representant de la Lliga i va ajudar a fundar la Lliga Internacional de Dones per la Pau i la Llibertat.
El 1922, juntament amb Beatrice Ensor i Adolphe Ferrière, va fundar la Lliga Internacional per a la Nova Educació (New Education Fellowship), convertint-se en la seva vicepresidenta per als països de parla alemanya i editora de la seva revista en alemany, que finalment es va dir Das Werdende Zeitalter. Des de 1922 es va associar amb la Granja Escola Insel Scharfenberg, iniciada per Wilhelm Blume al llac de Tegel, i va ser visitant freqüent de l'Escola d'Odenwald, fundada el 1910 pels pedagogs reformistes Paul i Edith Geheeb.
Des de 1919 va ser membre del Comitè Executiu de la Lliga Alemanya per a la Societat de Nacions, com a cap del Departament d'Educació. El 1925, Elisabeth Rotten i Adolphe Ferrière es van convertir en els primers directors adjunts de l'Oficina Internacional d'Educació, amb seu a Ginebra, on feien costat al director Pierre Bovet.
També va ser amiga de l'anarquista Gustav Landauer, que seria Ministre de Cultura en la curta República Soviètica de Múnic de 1919 (també anomenada «República del Consell»), abans de ser assassinat brutalment després del seu arrest.
Va fundar la revista educativa The Growing Age, que es publicà de 1922 a 1932. De 1926 a 1932, Rotten va compartir la direcció de la revista Das Werdende Zeitalter amb Karl Wilker, exponent de la pedagogia social. El títol d'aquesta revista està inspirat en d'una col·lecció d'assajos de Landauer, que el seu amic, el filòsof Martin Buber, havia publicat el 1921.
El 1930, Rotten va cofundar una escola a Hellerau, un barri als afores de Dresden, on s'havia establert una ciutat jardí poc després de 1900 com a part d'un moviment de reforma que defensava l'habitatge modern. El 1944 va participar en l'establiment de l'Aldea Infantil Pestalozzi, a Trogen, Suissa.
Durant la Primera Guerra Mundial va treballar des de l'Organització d'ajuda als alemanys a l'estranger i als estrangers a Alemanya, entitat que fundà i dirigí, en connexió amb els quàquers anglesos i la Creu Roja Internacional.
Després de la Segona Guerra Mundial, Rotten es va dedicar a treballar políticament per al desarmament i el control internacional d'armes, i per a la repatriació des de Sibèria de molts presoners de guerra alemanys i austríacs. Va escriure molts articles pacifistes i va recórrer Europa amb aquest missatge.